# Friedrich Sartorius
Friedrich Georg Sartorius (* 16. Januar 1808 in Hohensolms; † 2. Dezember 1865 in Roßdorf (bei Darmstadt)) war ein deutscher Theologe und Politiker.

## Leben
Sartorius wurde als Sohn eines Kanzlisten und späteren Oberförsters geboren und ging nach dem Besuch des Gymnasiums zum Studium der Theologie nach Gießen. Während seines Studiums wurde er 1826 Mitglied der Alten Gießener Burschenschaft Germania. 1828 wurde er bei der Großen Relegation von der Universität Gießen verwiesen. 1829 setzte er sein Studium fort und machte 1830 sein Examen. 1833 wurde er Pfarramtskandidat und Pfarrvikar in Eich (Rheinhessen). 1837 war er als reformierter Pfarrer in Neu-Isenburg tätig. 1843 ging er als Pfarrer nach Hitzkirchen, 1852 als Garnisonprediger nach Darmstadt und 1863 als Pfarrer nach Roßdorf.
Sartorius betätigte sich politisch. 1850 gehörte er dem Bezirksrat des Kreises Nidda an. Von 1851 bis 1855 war er Mitglied der Zweiten Kammer des Landtags des Großherzogtums Hessen (Wahlbezirk Oberhessen 17 Ortenberg).

## Ehrungen
- 1856: Verdienstorden Philipps des Großmütigen, Ritterkreuz 1. Klasse